# Anastrophyllum decurvifolium
Anastrophyllum decurvifolium là một loài rêu trong họ Anastrophyllaceae. Loài này được Sull. Stephani mô tả khoa học đầu tiên năm 1893.